# 300 metri piani
I 300 metri piani sono una specialità sia maschile che femminile dell'atletica leggera, valida fino alla categoria cadetti/e. Dopo i 15 anni di età diventa una gara inconsueta (rimpiazzata dai 400 metri piani) non ratificata dalla World Athletics: non si corre né ai Mondiali né ai Giochi olimpici, ma solo in alcuni meeting. È la gara più corta in cui entra in gioco la resistenza e un'equa distribuzione dello sforzo.
L'attuale detentore della migliore prestazione mondiale maschile è il botswano Letsile Tebogo con il tempo di 30"69 ottenuto nel 2024. La detentrice della migliore prestazione femminile è la bahamense Shaunae Miller-Uibo con il tempo di 34"41, ottenuto a Ostrava nel 2019; tuttavia c'è da tener conto che la tedesca orientale Marita Koch, quando ha battuto il record mondiale dei 400 m piani nel 1985, è transitata ai 300 metri in un tempo inferiore (34"14).

## Migliori atleti

### Maschili outdoor

#### In gara di 300 m
Statistiche aggiornate al 19 marzo 2023.
|     | Tempo | Atleta            | Luogo                | Data             |
| --- | ----- | ----------------- | -------------------- | ---------------- |
| 1.  | 30"69 | Letsile Tebogo    | Pretoria             | 17 febbraio 2024 |
| 2.  | 30"81 | Wayde van Niekerk | Ostrava              | 28 giugno 2017   |
| 3.  | 30"85 | Michael Johnson   | Pretoria             | 24 marzo 2000    |
| 4.  | 30"97 | Usain Bolt        | Ostrava              | 27 maggio 2010   |
| 5.  | 31"23 | LaShawn Merritt   | Kingston             | 11 giugno 2016   |
| 6.  | 31"44 | Isaac Makwala     | Ostrava              | 28 giugno 2017   |
| 7.  | 31"48 | Danny Everett     | Jerez de la Frontera | 3 settembre 1990 |
| 8.  | 31"48 | Roberto Hernández | Jerez de la Frontera | 3 settembre 1990 |
| 9.  | 31"52 | Steven Gardiner   | Ponce                | 12 maggio 2022   |
| 10. | 31"56 | Douglas Walker    | Gateshead            | 19 luglio 1998   |

#### In gara di 400 m
Statistiche aggiornate al 20 febbraio 2023.
|     | Tempo | Atleta               | Luogo      | Data           |
| --- | ----- | -------------------- | ---------- | -------------- |
| 1.  | 31"55 | Michael Johnson      | Göteborg   | 9 agosto 1995  |
| 2.  | 31"58 | Jeremy Wariner       | Osaka      | 31 agosto 2007 |
| 3.  | 31"68 | LaShawn Merritt      | Osaka      | 31 agosto 2007 |
| 4.  | 31"88 | Angelo Taylor        | Osaka      | 31 agosto 2007 |
| 5.  | 31"91 | Chris Brown          | Osaka      | 31 agosto 2007 |
| 6.  | 31"98 | Kirani James         | Eugene     | 22 luglio 2022 |
| 7.  | 32"02 | Matthew Hudson-Smith | Eugene     | 20 luglio 2022 |
| 8.  | 32"06 | Roger Black          | Tokyo      | 29 agosto 1991 |
| 9.  | 32"08 | Iwan Thomas          | Birmingham | 13 luglio 1997 |
| 10. | 32"10 | Sanderlei Parrela    | Siviglia   | 26 agosto 1999 |

### Femminili outdoor

#### In gara di 300 m
Statistiche aggiornate al 19 marzo 2023.
|     | Tempo | Atleta                | Luogo             | Data             |
| --- | ----- | --------------------- | ----------------- | ---------------- |
| 1.  | 34"41 | Shaunae Miller-Uibo   | Ostrava           | 20 giugno 2019   |
| 2.  | 34"60 | Beatrice Masilingi    | Pretoria          | 18 febbraio 2023 |
| 3.  | 35"16 | Marileidy Paulino     | Carolina          | 17 marzo 2023    |
| 4.  | 35"30 | Ana Guevara           | Città del Messico | 3 maggio 2003    |
| 5.  | 35"46 | Kathy Smallwood-Cook  | Londra            | 18 agosto 1984   |
| 5.  | 35"46 | Chandra Cheeseborough | Londra            | 18 agosto 1984   |
| 7.  | 35"70 | Irena Szewińska       | Londra            | 4 luglio 1975    |
| 7.  | 35"70 | Léa Sprunger          | Langenthal        | 25 maggio 2017   |
| 9.  | 35"71 | Donna Fraser          | Gateshead         | 28 agosto 2000   |
| 10. | 35"74 | Courtney Okolo        | Houston           | 23 luglio 2016   |

#### In gara di 400 m
Statistiche aggiornate al 20 febbraio 2023.
|     | Tempo | Atleta                 | Luogo    | Data              |
| --- | ----- | ---------------------- | -------- | ----------------- |
| 1.  | 34"14 | Marita Koch            | Canberra | 6 ottobre 1985    |
| 2.  | 34"95 | Jarmila Kratochvílová  | Zurigo   | 18 agosto 1982    |
| 3.  | 35"00 | Marie-José Pérec       | Tokyo    | 27 agosto 1991    |
| 4.  | 35"01 | Ol'ha Bryzhina         | Canberra | 6 ottobre 1985    |
| 5.  | 35"24 | Taťána Kocembová       | Helsinki | 10 agosto 1983    |
| 6.  | 35"47 | Valerie Brisco-Hooks   | Seul     | 26 settembre 1988 |
| 7.  | 35"61 | Shaunae Miller-Uibo    | Eugene   | 22 luglio 2022    |
| 8.  | 35"63 | Sanya Richards-Ross    | Berlino  | 18 agosto 2009    |
| 9.  | 35"73 | Novlene Williams-Mills | Osaka    | 29 agosto 2007    |
| 10. | 35"78 | Ol'ga Nazarova         | Seul     | 26 settembre 1988 |

### Maschili indoor

#### In gara di 300 m
Statistiche aggiornate al 22 marzo 2022.
|     | Tempo | Atleta           | Luogo        | Data             |
| --- | ----- | ---------------- | ------------ | ---------------- |
| 1.  | 31"56 | Steven Gardiner  | Columbia     | 28 gennaio 2022  |
| 2.  | 31"87 | Noah Lyles       | Albuquerque  | 4 marzo 2017     |
| 3.  | 31"88 | Wallace Spearmon | Fayetteville | 10 febbraio 2006 |
| 4.  | 31"92 | Paul Dedewo      | Albuquerque  | 4 marzo 2017     |
| 5.  | 31"94 | Kerron Clement   | Fayetteville | 10 febbraio 2006 |
| 5.  | 31"94 | LaShawn Merritt  | Fayetteville | 10 febbraio 2006 |
| 7.  | 31"97 | Bralon Taplin    | Ostrava      | 14 febbraio 2017 |
| 8.  | 31"99 | Jacory Patterson | Clemson      | 15 gennaio 2022  |
| 9.  | 32"10 | Jereem Richards  | Boston       | 10 febbraio 2018 |
| 10. | 32"15 | Pavel Maslák     | Gand         | 9 febbraio 2014  |

### Femminili indoor

#### In gara di 300 m
Statistiche aggiornate al 20 febbraio 2023.
|     | Tempo | Atleta              | Luogo       | Data             |
| --- | ----- | ------------------- | ----------- | ---------------- |
| 1.  | 35"45 | Irina Privalova     | Mosca       | 17 gennaio 1993  |
| 1.  | 35"45 | Shaunae Miller-Uibo | New York    | 3 febbraio 2018  |
| 3.  | 35"54 | Abby Steiner        | New York    | 11 febbraio 2023 |
| 4.  | 35"69 | Patricia Hall       | Liévin      | 14 febbraio 2012 |
| 5.  | 35"71 | Quanera Hayes       | Clemson     | 7 gennaio 2017   |
| 6.  | 35"73 | Gabrielle Thomas    | New York    | 13 febbraio 2021 |
| 7.  | 35"83 | Merlene Ottey       | Pocatello   | 14 marzo 1981    |
| 8.  | 35"95 | Brittany Brown      | New York    | 23 febbraio 2019 |
| 9.  | 35"99 | Lynna Irby          | New York    | 13 febbraio 2021 |
| 10. | 36"12 | Sydney McLaughlin   | Bloomington | 8 dicembre 2017  |